# A&M Records

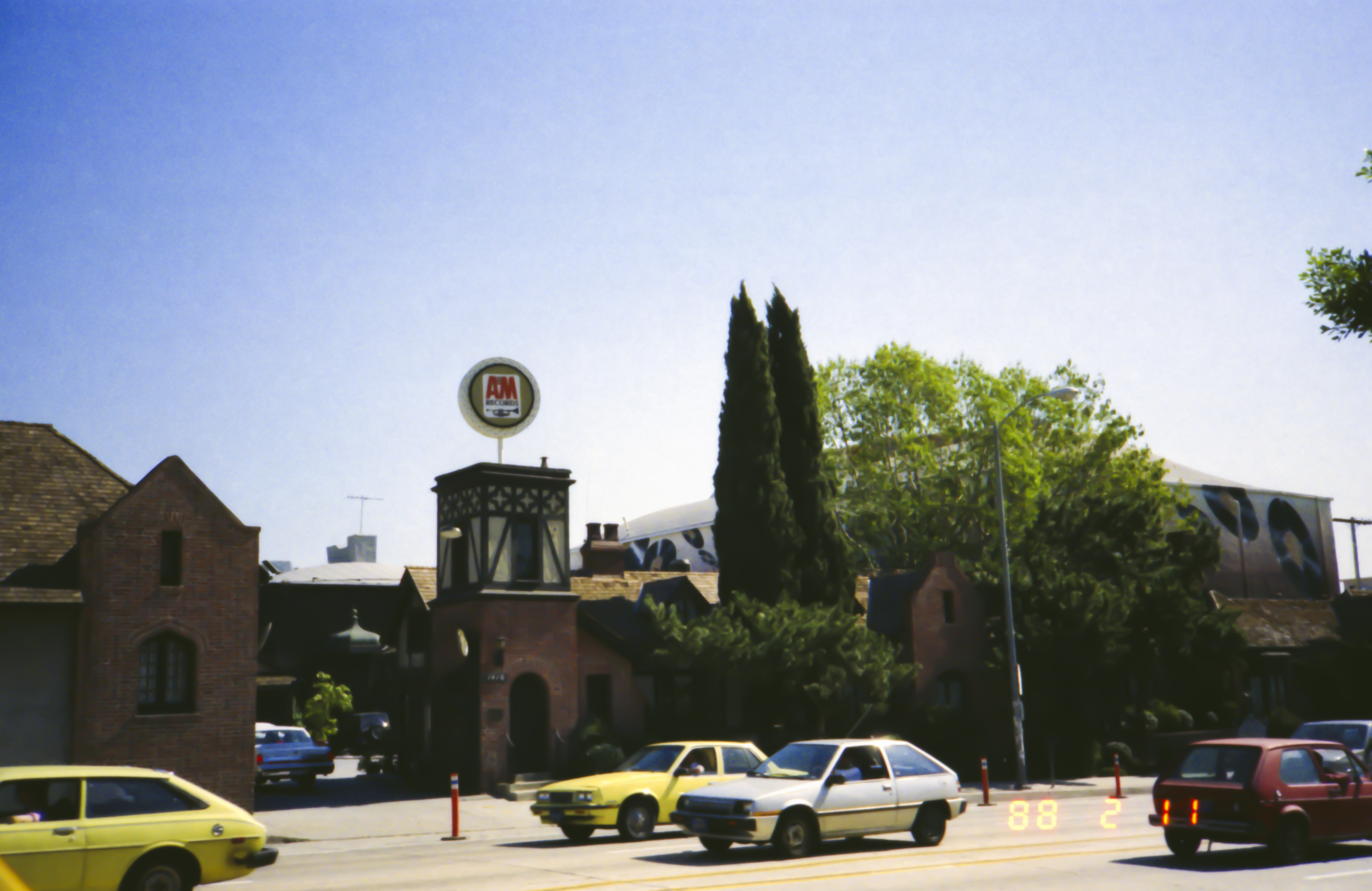
Budynek A&M Studios – wejście główne, 1988

A&M Records – wytwórnia płytowa założona w 1962 przez Herba Alperta i Jerry'ego Mossa. Ich pierwszą nazwą było Carnival Records i pod nią wydali dwa single, po czym zdecydowali się pozostawić tylko pierwszą część nazwy – Carnival. Alpert i Moss ostatecznie zmienili nazwę na „A&M”. Przez lata A&M stworzyli kilka gałęzi – Omen Records dla soulu (1964–1966), Horizon Records dla jazzu (1974–1978) i Vendetta Records dla dance (1988–1990).
Produkcje A&M były rozpowszechniane na terenie Wielkiej Brytanii przez Pye Records do 1967. A&M Records, Ltd. utworzono w 1970, a dystrybucją wciąż zajmowały się inne wytwórnie z Europy. W 1970 powstała A&M Records of Canada, a Ltd. i A&M Records of Europe – w 1977.
A&M ma długą historię dystrybuowania płyt innych wytwórni, m.in.: Dark Horse Records (1974–1976), I.R.S. Records (1979–1985), Windham Hill Records (i ich podwytwórnie) (1982–1985), Gold Mountain Records (1983–1985), Word Records (i ich podwytwórnie) (1985–1990), Cypress Records (1988–1990) oraz Perspective Records (1990–1996). A&M również dystrybuowało Ode Records na cały świat (1970–1975) oraz Shelter Records w Anglii.
A&M zostało sprzedane PolyGram w 1989 za około 500 milionów dolarów. W 1998 PolyGram połączyło się z Universal Music Group, tym samym A&M stało się częścią grupy Interscope Records, w której również jest Geffen Records.
W latach 1966–1999, A&M Records miało swoją siedzibę w historycznym studiu Charliego Chaplina blisko rogu Sunset Boulevard i La Brea Boulevards w Hollywood.